# Eva Herzigová
Eva Herzigová (* 10. března 1973 Litvínov) je česká supermodelka a herečka. Velký obrat v kariéře zaznamenala v roce 1994, kdy se stala tváří kampaně pro podprsenku Wonderbra. Slavná reklama s nápisem „Hello Boys“ se stala ikonickou a přispěla k její celosvětové popularitě. Díky své výšce (181 cm) a elegantnímu vzhledu se stala vyhledávanou modelkou pro módní přehlídky a kampaně různých renomovaných značek. Během své kariéry spolupracovala s předními designéry a módními domy, včetně Dolce & Gabbana, Chanel, Versace, Louis Vuitton a mnoha dalších a objevila se na obálkách mnoha prestižních módních časopisů jako například Vogue, Elle, Harper's Bazaar, Marie Claire, Cosmopolitan, Glamour a mnoha dalších. Stala se jednou z prominentních postav 90. let v modelingu a patřila k tzv. supermodelkám spolu s dalšími známými jmény jako Naomi Campbell, Cindy Crawford, Claudia Schiffer a Christy Turlington.
Kromě modelingové kariéry se objevila také ve filmu a televizi. Hrála například ve filmech Strážní andělé (v originále Les Anges Gardiens, 1995), Modigliani (2004) a Masaryk (2016).

## Dětství a mládí
Herzigová se narodila v Litvínově v Československu jako prostřední dítě v rodině účetní a elektrikáře. V dětství se věnovala atletice, ale vynikala i v gymnastice, basketbalu a běhu na lyžích. Od mládí se chtěla stát herečkou. Kariéru modelky zahájila v 16 letech, když zvítězila v modelingové soutěži pořádané francouzskou modelingovou agenturou Metropolitan Models v Praze. Zrušila své plány studovat ekonomii a odjela do Paříže.

## Kariéra

### Modeling

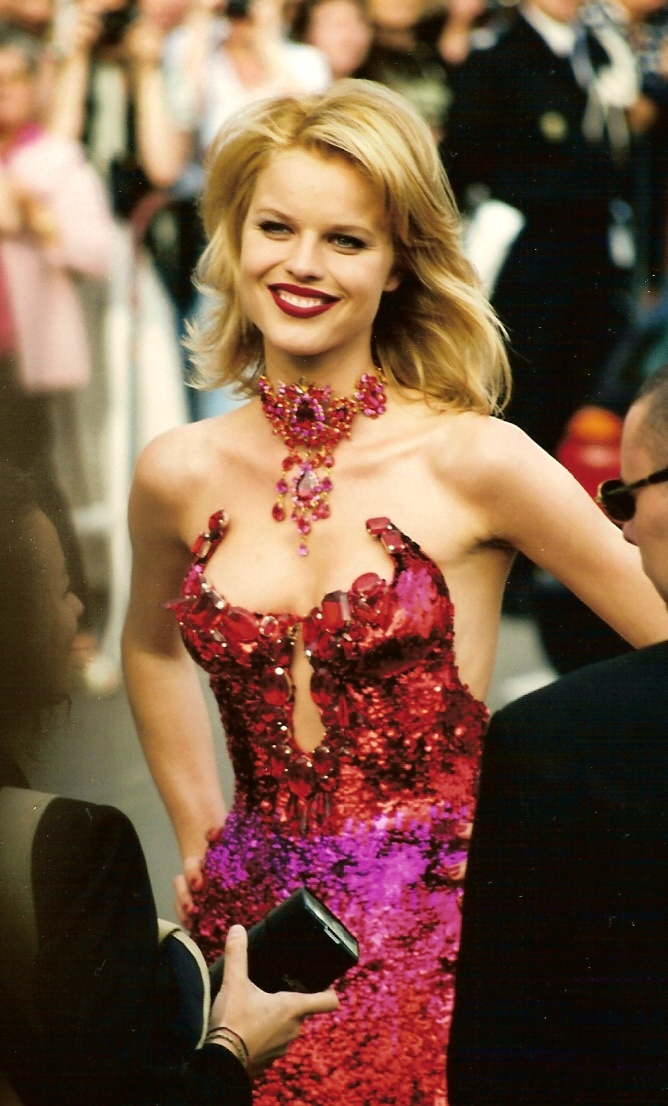
Eva Herzigová v Cannes v roce 1997

Svou kariéru modelky Herzigová začala v roce 1989, kdy zvítězila v pražském konkurzu agentury Metropolitan Models a odjela do Paříže. V roce 1994 se prosadila ve světě módy a díky reklamě na podprsenky je nazývána Miss Wonderbra a novináři označována jako „Marilyn Monroe Východu“. Ikonický reklamní plakát obsahoval jen dvě slova „Hello Boys“. Objevil se na výstavě ve Victoria and Albert Museum v Londýně a v soutěži Plakát století se umístil na 10. místě. V roce 2011 byl reklamní billboard Wonderbra organizací Outdoor Media Centre vyhlášen nejikoničtější venkovní reklamou za posledních pět desetiletí. V letech 1999–2001 se objevila na přehlídce Victoria's Secret.
V roce 2000 výrazně změnila vzhled a z blondýnky se stala tmavovláska kvůli kampani pro Calvina Kleina. V listopadu 2002 se objevily fotografie, díky nimž se začalo spekulovat o anorexii a závislosti na kokainu. Během roku 2003 získala zakázky a stala se hvězdou přehlídky modelů Versace i Huga Bosse.
V roce 2013 si ji Dior vybral jako tvář své nově reformulované řady značkové kosmetiky Capture Totale. Ve spolupráci se značkou Dior pokračovala i v roce 2021. V roce 2016 byla Herzigová jednou z vybraných modelek pro kampaň značky Giorgio Armani.
Nechyběla na titulních stránkách takových časopisů jako je Harpers bazaar, Elle, Woman, Kleopatra, pařížské i italské Vogue, Amica nebo amerického Playboye. Pro fotografie časopisu italského vydání Vogue byly pořízeny stylizované záběry do 50. let v průmyslovém Litvínově.

### Herectví

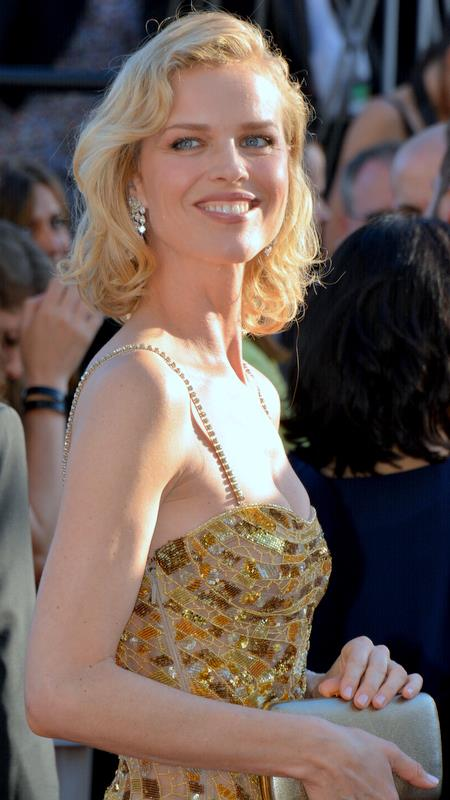
Na filmovém festivalu v Cannes v roce 2017

V roce 1995 se objevila poprvé na filmovém plátně a hned vedle Gérarda Depardieuho ve filmu Strážní andělé. V roce 1998 si zahrála titulní roli v italské komedii Žena mého přítele (v originále L'amico del cuore). O rok později odmítla kvůli rozsahu nahých scén roli Mandy ve filmu Spalující touha (v originále Eyes Wide Shut, 1999), kterou ji nabídl režisér Stanley Kubrick. Roli si nakonec zahrála Julienne Davis. Herzigová se objevila také v různých televizních filmech, seriálech a diskusních pořadech. V roce 2001 se zúčastnila americké obdoby soutěže Chcete být milionářem? a vyhranou částku věnovala dětem v Afghánistánu. Hrála ve filmech Modigliani (2004) a Cha Cha Cha (2013) a zahrála si také v českých filmech Pohádkář (2014) a Masaryk (2016).
V roce 2006 ztvárnila Venuši na zahajovacím ceremoniálu zimních olympijských her v italském Turíně.

## Osobní život
Herzigová se v září 1996 v New Jersey provdala za Tica Torrese, bubeníka skupiny Bon Jovi, ale v červnu 1998 se rozvedli.
Jejím současným partnerem je turínský podnikatel Gregorio Marsiaj, 1. června 2007 se jim narodil v Paříži syn George, 13. března 2011 druhý syn Philipe a 21. dubna 2013 třetí syn Edward. Žijí v Itálii a v roce 2017 se zasnoubili.
Herzigová mluví plynně česky, anglicky, francouzsky, italsky a rusky. Čeští fanoušci ji mohou občas vídat i díky charitativním akcím pro děti, které připravuje společně se svou kolegyní Terezou Maxovou.